# Самоорієнтування
Самоорієнтування (або пошук шляху) охоплює всі способи, якими люди орієнтуються у фізичному просторі та переміщуються з місця на місце.
Програмне забезпечення Wayfinding — це комп'ютерні або мобільні програми, які допомагають користувачам знаходити місцезнаходження, зазвичай використовується в приміщенні та встановлюється на інтерактивних кіосках або смартфонах.

## Основний процес
Основний процес пошуку шляху складається з чотирьох етапів:
1. Орієнтування — це спроба визначити своє місцезнаходження відносно предметів, які можуть бути поблизу, і бажаного пункту призначення.
2. Вибір маршруту — це вибір курсу напрямку до місця призначення.
3. Моніторинг маршруту перевіряє, чи вибраний маршрут прямує до пункту призначення.
4. Розпізнавання пункту призначення — це розпізнавання пункту призначення.[1]

## Історичне використання
Історично самоорієнтування належить до методів, які використовували мандрівники на суші та морі, щоб знайти відносно немарковані та часто неправильно позначені маршрути. До них належать:
- числення координат,
- орієнтація по карті та компасу,
- астрономічне позиціонування,
- глобальне позиціонування, тощо.[2]

Полінезійське орієнтування означає використання традиційних методів орієнтування та навігації корінними народами Полінезії. Стародавні полінезійці та жителі тихоокеанських островів освоїли методи орієнтування, щоб досліджувати острови Тихого океану та оселятися на них, багато хто використовував такі пристрої, як карта Маршаллових островів. Завдяки цим навичкам деякі з них навіть могли орієнтуватися в океані так само добре, як вони могли орієнтуватися на власній землі. Попри небезпеку тривалого перебування в морі, пошук шляхів був способом життя. Сьогодні Полінезійське мандрівне товариство випробовує традиційні полінезійські способи навігації.

## Міське або внутрішнє самоорієнтування у дизайні
Сучасні системи навігації все частіше враховують дослідження щодо причин, через які люди губляться, як вони реагують на знаки, та як ці системи можна вдосконалити.
У книзі Кевіна Лінча The Image of the City створено модель міст як структури для побудови навігаційних систем. Він виділив 5 елементів, які люди використовують для орієнтації у просторі за допомогою ментальної карти. Це:
- Шляхи (Paths) — дороги, якими люди пересуваються.
- Краї (Edges) — межі чи розриви у безперервності, які визначають кордони.
- Райони (Districts) — зони, що мають спільні характеристики.
- Вузли (Nodes) — ключові точки перетину доріг, такі як площі чи перехрестя.
- Орієнтири (Landmarks) — легко впізнавані об'єкти, які використовуються як точки відліку, зазвичай фізичні об'єкти.

Розвиваючи 9 стратегій навігації Моллерупа, вони такі:
1. Слідування за слідом (Track following) — орієнтація за дорожніми знаками.
2. Слідування маршрутом (Route following) — дотримання заздалегідь спланованого шляху.
3. Освічене шукання (Educated seeking) — використання минулого досвіду для логічних висновків про напрямок.
4. Виведення (Inference) — застосування норм та очікувань щодо розташування об'єктів.
5. Сканування (Screening) — систематичний пошук підказок, навіть якщо їх може не бути.
6. Прицілювання (Aiming) — знаходження видимої цілі та рух у її напрямку.
7. Читання карти (Map reading) — використання портативних або стаціонарних карт для орієнтації.
8. Компасування (Compassing) — навігація за допомогою умовного компаса, наприклад, за сонцем чи орієнтиром.
9. Соціальна навігація (Social navigation) — слідування за натовпом або навчання з дій інших.

Детальне вивчення когнітивного процесу допомагає створювати кращі системи навігації, оскільки дизайнери розуміють, як люди орієнтуються у просторі та використовують ці елементи. Це розуміння дозволяє дизайнерам розвивати емпатію до користувачів, досліджувати та тестувати різні системи навігації, адаптовані до конкретного контексту.